# Вітеньово
Вітеньо́во (рос. Витенёво) — присілок у складі Митищинського міського округу Московської області, Росія.

## Населення
Населення — 48 осіб (2010; 61 у 2002).
Національний склад (станом на 2002 рік):
- росіяни — 98 %